# Televerkets hus, Uppsala
Televerkets hus är ett byggnadsminne i Uppsala. Huset uppfördes 1917 i korsningen mellan Bangårdsgatan och Kungsängsgatan i nationalromantisk stil efter ritningar av arkitekten Aron Johansson. Byggnaden användes av Televerket från att den uppfördes fram till 1977. Huset hade då kapacitet för ca 10 000 abonnenter. Idag ägs byggnaden av Uppsala Akademiförvaltning.
Televerkets hus utsågs 1993 till statligt byggnadsminne och 1995 som byggnadsminne enligt kulturmiljölagen på grund av sin välbevarade nationalromantiska fasad, för att berika stadsdelens arkitektoniska mångfald, samt för att berätta om telefonens och teknikens historia.